# Nave
Nave là một đô thị thuộc tỉnh Brescia trong vùng Lombardia ở Ý. Đô thị này có diện tích 27 km², dân số 10.306 người.
Đô thị này có các làng sau: Muratello, Cortine, Dernago, Monteclana, Mitria, S.Cesario, Sacca, S.Rocco.
Đô thị này giáp với các đô thị sau: Botticino, Bovezzo, Brescia, Caino, Concesio, Lumezzane, Serle.